# Карнавал на Термини Имерезе
Карнавалът на Темини Имерезе (на италиански: Carnevale di Termini Imerese) или Термитанският карнавал (Carnevale termitano) е проява на сицилианския карнавал, който се провежда в Термини Имерезе в Италия, и може да бъде включен в списъците на най-старите карнавали в Италия. 
Карнавалът е пряк наследник на карнавала в Палермо, празнуван навремето в сицилианска столица от XVI век и преоткрит от няколко години.

## История
Карнавалът е документиран от 1876 г. насам. Тази дата е получена от разписка за плащане, издадена от Карнавално дружество на Термини Имерезе. Разписката документира съществуването на асоциация за насърчаване на карнавала в Термини Имерезе от третото до последното десетилетие на XIX век . Тя е издадена на Джузепе Патири, палеетнолог и учен по демопсихология (народни традиции ). Документът е открит по време на исторически изследвания на карнавала на Термини, благодарение на интуицията на Джузепе Лонго, учен по местна история. Друг документ, свидетелстващ за карнавала в Термини Имерезе през XIX век, е този oт 21 февруари 1882 г.
Парадът на алегоричните коли има по-голямо развитие, особено след 1950-те години, подкрепен от дълга поредица от майстори и страстни любители на изкуството на папиемаше . На 11 февруари 2011 г. Карнавалното общество е официално основано от неговия президент Емануеле Каруана, което има за цел да популяризира карнавала на модерна основа, без да забравя традицията. 
Друго важно събитие, белязало историята на карнавала в Термини, е издаването от Италианските пощи на обикновена марка на стойност 0,70 цента, принадлежаща към тематичната поредица „Италиански фолклор“, посветена на карнавала в Термини Имерезе . Пощенската пратка е пусната в обращение на 4 февруари 2013 г. Филателният брой е публикуван в Официален вестник на Италианската република година 154° n.1 от 2 януари 2013 г., указ от 4 декември 2012 г. По случай стотата годишнина от смъртта на Джузепе Патири, популяризатор на оригиналното Карнавално дружество официален контакт в Термини Имерезе на антрополога Джузепе Питре, на 2 декември 2017 г. италианската пощенска служба изпраща специално пощенско отмяна .

## Характеристики
Карнавалът на Термини Имерезе има обща с другите карнавални събития в Сицилия и останалата част на Италианския полуостров мъжката фигура – антропоморфна персонификация на самия карнавал. В Сицилия тази мъжка фигура приема името "Nannu" (дядо). Тази традиционна маска се изгаряна на клада в последния вторник на карнавала ( Дебел вторник), т.е. на церемонията по пречистване, която представлява отминалата стара година. 
Изключителна особеност на карнавала в Термини е присъствието на женска фигура, уникална в Сицилия, наследена заедно с маската-персонаж "Nannu", от древния карнавал в Палермо, който фланкира олицетворението на карнавала и който взема име на „Нана” (баба), вероятно символ на плодородие и приемственост след смъртта на „Нану” на кладата.   Дуализмът "Nannu" и "Nanna" на карнавала в Термини се материализира в оригиналните маски от папиемаше, изработени през втората половина на XIX век от страстен и неизвестен творец на карнавални маски. Двете маски все още се използват по време на шествието.